# Ionuț Târnăcop
Ionuț Laurian Târnăcop (Turnu Măgurele, 22 aprile 1987) è un ex calciatore rumeno, di ruolo centrocampista.